# Арка слави Максиміліана I

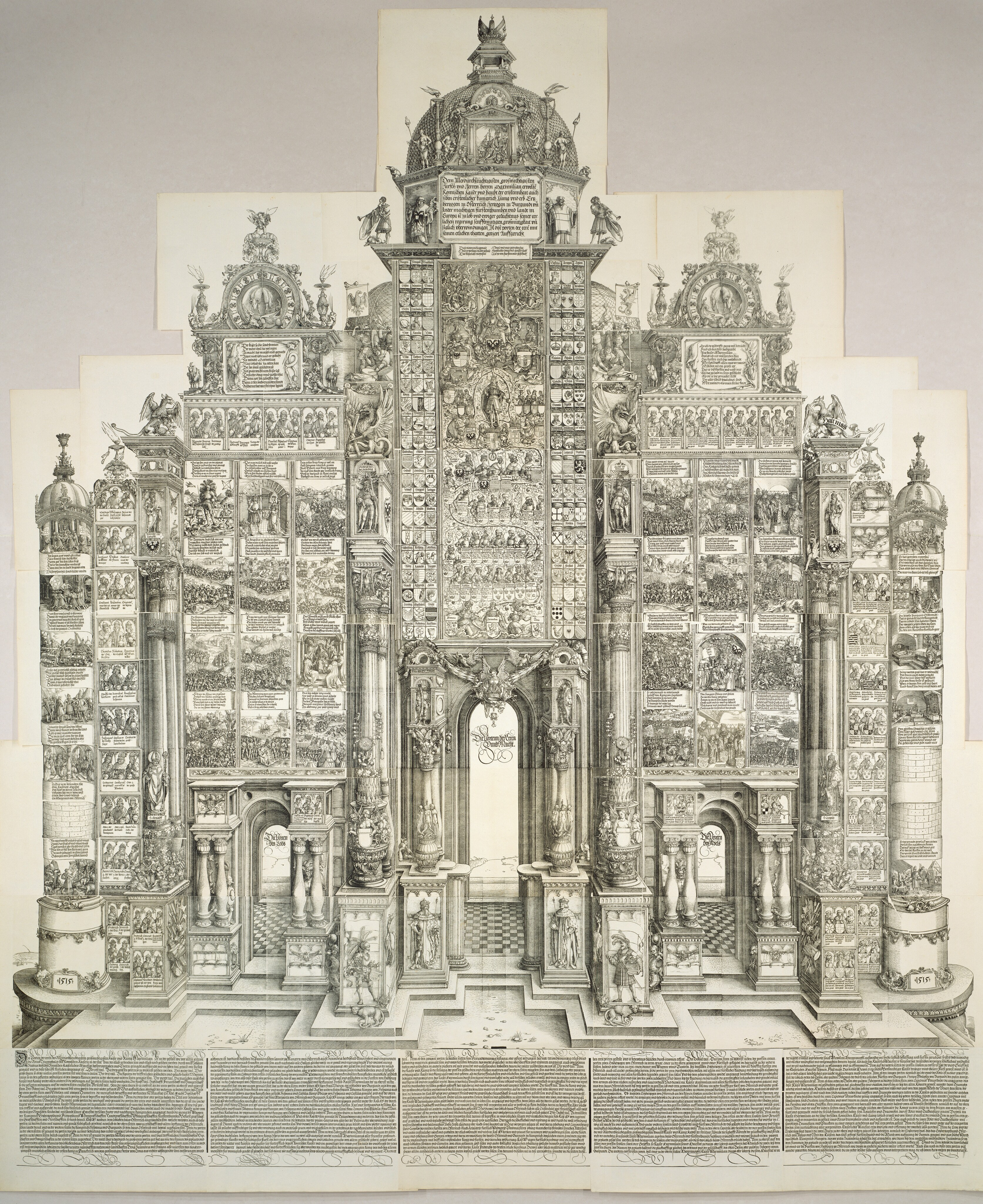
Арка слави

А́рка сла́ви Максиміліа́на І (нім. Ehrenpforte Maximilians I.) — гігантська ксилографія Альбрехта Дюрера. Створена 1515 року на замовлення Максиміліана I, імператора Священної Римської імперії. Складається з 36 великих аркушів, 195 окремих блоків. Розмір — 2,95 × 3,57 м. Одна з найбільших ксилографій в історії. Місить ілюстроване генеалогічне дерево імператора, герби земель і володінь Священної Римської імперії тощо. Призначалася для прикрашання палацу або зали з метою прославляння замовника. Єдиний завершений твір із серії гігантських ксилографій, створених для імператора: Тріумфальна процесія (1518, довжиною 54 м) і Тріумфальний екіпаж (1522, розміром 2,44 × 0,46 м). Також — Тріумфа́льна а́рка (англ. Triumphal Arch). 